# Paul Julien de Granier de Cassagnac
Paul Julien de Granier de Cassagnac, dit Paul de Cassagnac, né le 12 avril 1880 dans le 9e arrondissement de Paris et mort le 7 septembre 1966 en son château du Couloumé, à Couloumé-Mondebat, est un journaliste, avocat, homme de lettres et homme politique français. Comme son grand-père Bernard et son père Paul, il est député du Gers de 1919 à 1924, législature où il siège dans le groupe conservateur des Indépendants de droite.

## Biographie

### Débuts dans le journalisme
Après un baccalauréat universitaire ès lettres et ès sciences, il obtient une licence en droit et se tourne vers le journalisme.
En effet, petit-fils de Bernard-Adolphe Granier de Cassagnac et fils de Paul de Cassagnac, tous deux publicistes, Paul-Julien de Granier de Cassagnac suit ce faisant la voie familiale.
À la mort de son père, en novembre 1904, il prend avec son frère Guy de Cassagnac  la direction du quotidien bonapartiste L'Autorité que son père avait fondé en 1886.
En 1905, il devient conseiller général du Gers et le restera jusqu'en 1937, suivant en cela l'autre tradition de sa famille : la politique.
En 1912, un violent conflit oppose d'une part les frères Cassagnac et L'Autorité et d'autre part Charles Maurras et l’Action française. L'affaire se termine par un duel à l'épée – tradition dans la famille Cassagnac – entre Paul de Cassagnac et Charles Maurras ; ce duel a lieu à Neuilly le 26 février 1912. Charles Maurras est atteint à l'avant-bras.
En parallèle de son activité de publiciste, il écrit Contribution à l'étude de la question sociale (1909), Pour la tradition (1910), L'œuvre poétique de Paul Harel (1910) et également une pièce de théâtre avec son frère Guy, Tout à coup, qui est représentée au théâtre Sarah Bernhardt dans l'hiver 1913-1914.

### Première guerre mondiale
Paul de Cassagnac effectue son service militaire à Versailles en 1900 et sort soldat deuxième classe en 1901. Il devient rapidement caporal en 1902, puis sergent en 1903, sous-lieutenant en 1908 et lieutenant en 1912, ayant poursuivi une carrière militaire dans la réserve.
En 1914, il est affecté au bureau de presse du Ministère de la guerre du fait de sa profession de journaliste, mais il refuse et part au front avec le 115e régiment d'infanterie où il combat comme lieutenant et est grièvement blessé le 14 septembre 1914. Puis il participe aux batailles des frontières, de la Meuse, de la Marne, de l'Aisne, de Picardie et de Champagne (février-mars 1915) dans l'état-major du 4e corps d'armée. Sa conduite exemplaire et sa blessure au front lui valent trois citations à l'ordre de l'armée, la croix de Chevalier de la Légion d'honneur en 1915 et une promotion au grade de capitaine en 1916.
En février 1918, il est hospitalisé au Val-de-grâce et ce pour une durée de trois mois, à l'issue de laquelle il est déclaré inapte au service armé. Appelé au cabinet de Georges Clemenceau, il est détaché comme chef de la mission de la presse aux armées au grand quartier général. Du fait de ses nouvelles fonctions, il devance les troupes dans Strasbourg où il entre le 20 novembre 1918 pour prendre prend possession des principaux bâtiments officiels au nom de la France.
En 1914, son frère Guy de Cassagnac meurt sur le front de Lorraine.
À partir de 1920, il est président d'honneur de l'Association des 115e régiment d'infanterie et 315e régiment d'infanterie et président de la Légion française des décorés au péril de leur vie. Il est lui-même titulaire de nombreuses décorations françaises et étrangères. 

### Député à la Chambre bleu horizon
Il est élu le 16 novembre 1919 député du Gers sur la liste d'Union républicaine nationale, premier de la liste devant Marcel Gounouilhou et Joseph Barthélemy, également élus. 
Il siège dans le groupe parlementaire conservateur des Indépendants de droite, regroupant les tenants du catholicisme social.
Aux élections législatives de 1924, Paul-Julien de Cassagnac se présente à nouveau avec ses collègues Gounouilhou et Barthélemy mais seul ce dernier est réélu, la liste du Cartel des gauches obtenant les deux sièges restants.

#### Travail en commission
Membre de la commission de l'armée, il propose des lois sur les sujets suivants :
- l'octroi de décorations à titre militaire (1920)
- la naturalisation des étrangers ayant servi la France (1921)

En 1920, il rédige également un rapport préconisant l'institution d'une médaille commémorative de la Grande guerre, d'une médaille de la victoire et d'une croix de guerre spéciale pour les théâtres extérieurs d'opérations.
Paul de Cassagnac siège également à la commission des finances, où il propose en 1923 une loi sur la taxe du chiffre d'affaires. D'après lui, cette taxe devrait toucher le produit au moment de sa transformation ou de sa production et non au moment de la transaction commerciale dont il fait l'objet. 
Enfin, il fait partie de la commission des boissons, ce qui l'amène à rédiger en 1922 un rapport préconisant l'interdiction de l'absinthe et des liqueurs similaires. En 1923, il s'oppose également au renvoi d'un projet de loi concernant le privilège bouilleurs de cru qui selon lui possèdent un véritable droit corollaire de leur droit de propriété agricole.

#### Interventions publiques
Dans le prolongement de son travail à la commission des finances, il combat avec vigueur le relèvement de l'indemnité parlementaire, tout comme Pierre Jurie-Joly et Charles Ruellan du groupe des Indépendants de droite. Plus généralement, il réclame un important effort fiscal destiné à libérer le pays du poids écrasant de la dette publique.
À la suite d'incidents survenus à Brest et à Belfort, il interpelle le ministre de la Guerre André Lefèvre sur le nécessaire maintien de l'ordre par des forces qui n'appartiennent ni à l'armée, ni à la police municipale, obtenant la promesse de la création de la gendarmerie mobile, ce qui sera fait en 1921. 
En 1920, il propose une loi pour rendre l'arbitrage de l'État obligatoire dans les conflits sociaux des entreprises, conforme en cela aux opinions corporatistes de son groupe parlementaire. Cette mesure novatrice ne sera instaurée qu'en 1936, sous le gouvernement du Front populaire, d'obédience politique opposée.  
À l'occasion de la discussion de la loi d'amnistie de 1921 relative à la Première Guerre mondiale, il se déclare partisan d'amnistier les combattants égarés mais dénonce les fauteurs de troubles. Le laxisme de cette loi est aussi dénoncée par son collègue Charles Ruellan. 
En 1922, il réclame un service militaire d'au moins 18 mois, pointant le danger d'une renaissance militaire de l'Allemagne, préoccupation partagée par les sympathisants de l'Action française Eugène Magne et Étienne de Seynes.
En 1922, il se plaint également des menées du gouvernement dans certaines affaires judiciaires.
Enfin, il intervient sur des sujets plus modestes : pour critiquer l'utilisation des fonds des offices agricoles ; au cours des interpellations du gouvernement sur l'affaire Ernest Vilgrain, ce dernier étant accusé d'avoir profité de sa position de ministre pendant la guerre pour fonder un trust de la meunerie ; sur la législation des loyers ; sur le fonctionnement du crédit agricole.

### Activités dans l'entre-deux-guerres
À la suite de son échec de 1924, il devient avocat à la Cour d'appel de Paris puis s'inscrit en 1938 au barreau du Gers.
Toujours introduit dans les milieux de la presse, il est vice-président du syndicat économique de la presse, membre du comité du syndicat de la presse parisienne et secrétaire général de l'union internationale des associations de presse.
Enfin il publie un certain nombre d'ouvrages : La lanterne magique (1925), L'amour et son visage (1925), Le cheval bossu (1926), Les vins de France (1927), Faites une Constitution ou faites un chef (1933), Napoléon pacifiste (1933) et « Allez, messieurs ! », essai sur le duel (1936).

### Seconde guerre mondiale
Il est mobilisé avec le grade de lieutenant-colonel en septembre 1939. Il réclame une affectation dans un régiment de la 3e division d'infanterie coloniale, affectation qu'il obtient et où il commande la région fortifiée et le fort de Douaumont. À la tête du 446e régiment de pionniers, il organise à partir du 20 juin 1940 la défense du village de Favières encerclé par l'ennemi. Le 21 juin, il est fait prisonnier et enfermé dans l'Oflag VI-A, situé en Westphalie. Le 25 juin 1940, il est promu au grade de colonel et fait officier de la Légion d’honneur.

### Fin de vie
Après la Seconde Guerre mondiale, Paul de Cassagnac se retire dans son château de Couloumé-Mondebat. Il n'a aucune descendance.
Sociétaire des poètes français, il publie le recueil de poèmes Les Heures captives, ouvrage qui lui permet de remporter l'Edelweis d'argent en 1955 et le Jasmin d'argent en 1956.
Le 7 juillet 1960, il est élu lieutenant grand-maître de l'Ordre souverain militaire hospitalier de Saint-Jean de Jérusalem, de Rhodes et de Malte.

## Distinctions

### Décorations françaises
- Officier de la Légion d'honneur (17 septembre 1940)[5]
- Croix de guerre 1914-1918
- Insigne des blessés militaires
- Médaille de la Marne

### Décorations étrangères
- Croix militaire (Royaume-Uni)
- Grand-croix de l'ordre souverain de Malte
- Commandeur de l'ordre d'Isabelle la Catholique (Espagne)
- Chevalier de l'Ordre de Sainte-Anne (Russie)
- Chevalier de l'ordre de Charles III (Espagne)
- Chevalier de l'Ordre du Sauveur (Grèce)

## Publications
- Contribution à l'étude de la question sociale, 1909
- Pour la tradition, 1910
- L'œuvre poétique de Paul Harel, 1910
- Tout à coup, pièce de théâtre écrite avec Guy de Cassagnac, 1913
- La lanterne magique, 1925
- L'amour et son visage, 1925
- Le cheval bossu, 1926
- Les vins de France, 1927
- Faites une Constitution ou faites un chef, 1933
- Napoléon pacifiste, 1933
- « Allez, messieurs ! », essai sur le duel, 1936
- Les Heures captives, recueil de poèmes, 1955